# لارسا بيبين
لارسا ماري بيبين ( née يونان . من مواليد 6 يوليو 1974) هي شخصية تلفزيونية أمريكية واقعية ، واجتماعية ، ورجل أعمال. وهي عضو أصلي في فريق التمثيل في سلسلة برافو الواقعية ربات البيوت الحقيقيات في ميامي ، والتي ظهرت منذ عرضها الأول في عام 2011 ، وانضمت مجددًا في عام 2021.  وهي الزوجة السابقة للاعب كرة السلة السابق سكوتي بيبن . 

## وقت مبكر من الحياة
ولد بيبين في 6 يوليو 1974. والدتها من لبنان ووالدها من سوريا . هي من أصل آشوري . نشأت في شيكاغو ، إلينوي . 

## حياة مهنية

### التلفزيون
في فبراير 2011 ، ظهر فيلم ربات البيوت الحقيقيات في ميامي " الموسم الأول ، ويضم بيبين جنبًا إلى جنب مع ليا بلاك ، وأدريانا دي مورا ، وأليكسيا نيبولا ، وماريسول باتون وكريستي رايس وهما يوازنان بين حياتهما الشخصية والمهنية ، يتبعان أسلوب حياة "العمل الجاد ، واللعب بجد" أثناء العيش في ميامي ، فلوريدا. غادرت بيبين الموسم الأول بعد 7 حلقات فقط ، ويرجع ذلك إلى كونها "متوازنة للغاية" بالنسبة لربات البيوت في ميامي.  انتهى العرض بعد  الثالث الموسم بسبب انخفاض التقييمات التي أدت إلى لم الشمل.  بعد أن أعادت Bravo عرض المواسم الثلاثة الأولى من العرض في عام 2020 ، انتشرت شائعات في نوفمبر 2020 حول  الموسم الرابع. في عام 2021 ، تم تأكيد الموسم الرابع من قبل Bravo في فبراير ، مع إعلان الممثلين عن طريق خدمة البث المباشر بيكوك في أكتوبر ، والتي تضم Pippen جنبًا إلى جنب مع Lisa Hochstein و Nepola ، مع الوافدين الجدد Guerdy Abraira ،  جوليا ليميجوفا ونيكول مارتن ؛ انضم دي مورا وباتون والصديق الجديد كيكي بارث.   عاد بيبن لحضور برنامج  الموسم الخامس ، الذي عُرض لأول مرة في ديسمبر 2022.
بالإضافة إلى عودة ربات البيوت في بيبين ، فقد ظهرت بشكل متكرر على Keeping Up with the Kardashians على مر السنين ، ولا سيما بسبب صداقتها مع Kim Kardashian وبقية عائلة Kardashian-Jenner . ظهرت في الحلقة الخامسة للموسم الثاني من Sell Sunset حيث قدم لها Chrishell Stause جولة في المنزل.  كانت حاضرة أيضًا جنبًا إلى جنب مع زوجها آنذاك ، سكوتي بيبين ، حيث دعموا ابنتهم صوفيا الرقص مع النجوم: الصغار .  ظهر Pippen كضيف في البرامج الحوارية بما في ذلك The Nick Cannon TV Series و Wendy Williams Show و Watch What Happens Live with Andy Cohen .   

### مجوهرات
في أغسطس 2020 ، أطلقت بيبين بنجاح وصممت خط مجوهراتها الراقي ، لارسا ماري. وأوضحت أن الخط يقدم مجموعة متنوعة من القطع التي تركز على "حب الذات وتمكين النساء ليشعرن وكأنهن في أفضل حالاتهن".  في عام 2021 ، سجلت Pippen غلاف إصدار هاربر بازار لشهر أغسطس ، حيث ظهرت لأول مرة مجموعتها الأخيرة ، وناقشت حياتها الشخصية في نظر الجمهور وقدمت نصائح حول الموضة. 

## الحياة الشخصية
بيبين هي أم لسكوتي جونيور وبريستون وجوستين وصوفيا ، وجميعهم تشاركهم مع زوجها السابق سكوتي بيبين .  انفصل سكوتي ولارسا لأول مرة في عام 2016 بعد ما يقرب من عقدين من الزواج لكنهما تصالحا ، حتى عام 2018 عندما بدأا عملية الانفصال. تم الانتهاء من طلاقهما في 15 ديسمبر 2021 ، مع حل جميع المشكلات وديًا ، مع الاستمرار في التركيز على "الأبوة والأمومة المتبقية لأبنائهم القصر". 

## فيلموغرافيا
| سنة                      | عنوان                          | ملحوظات                                             |
| ------------------------ | ------------------------------ | --------------------------------------------------- |
| 2011 ، 2021 حتى الآن     | ربات البيوت الحقيقيات في ميامي | فريق التمثيل الرئيسي المواسم 1 ، 4 حتى الوقت الحاضر |
| 2011 ، 2022              | شاهد ما يحدث على الهواء مباشرة | ضيف؛ المواسم 4 و 18-19                              |
| 2011 ، 2014-15 ، 2017–19 | مواكبة عائلة كارداشيان         | ضيف؛ المواسم 6 و 9-10 و14-16                        |
| 2018                     | الرقص مع النجوم: الصغار        | ضيف؛ الموسم 1                                       |
| 2020                     | بيع الغروب                     | ضيف؛ الموسم 2                                       |
| 2021                     | مسلسل تلفزيوني نيك كانون       | ضيف                                                 |
| 2022                     | عرض ويندي ويليامز              | ضيف                                                 |
| 2023                     | قاعة تامرون                    | ضيف                                                 |

## أنظر أيضا
- ربات البيوت الحقيقيات
- ربات البيوت الحقيقيات في ميامي

## روابط خارجية
- Larsa Pippen في قاعدة بيانات الأفلام على الإنترنت

قالب:The Real Housewives